# ماه‌ماهی نقره‌ای
ماه ماهی نقره ای گونه‌ای از ماهیان از خانواده ماه ماهیان است. نام‌های رایج آن عبارتند از ماهی مونوی نقره‌ای یا ماه نقره‌ای، الماس ماهی است. این ماهی بومی اقیانوس آرام غربی و اقیانوس هند، از جمله خلیج فارس، دریای سرخ و مصب‌های مرتبط، مانند دلتای مکونگ است.
حداکثر طول این گونه به حدود ۲۷ سانتی‌متر می‌رسد. این ماهی دارای رنگ نقره ای براق روشن با رنگ زرد مایل به نارنجی در لبه باله هاست. نوک باله‌های پشتی و مقعدی به رنگ سیاه می‌باشند. ماهی‌های جوان رنگ زرد بیشتری در باله‌های خود دارند و با دو نوار مشکی عمودی از سایر گونه‌ها متمایز می‌شوند.

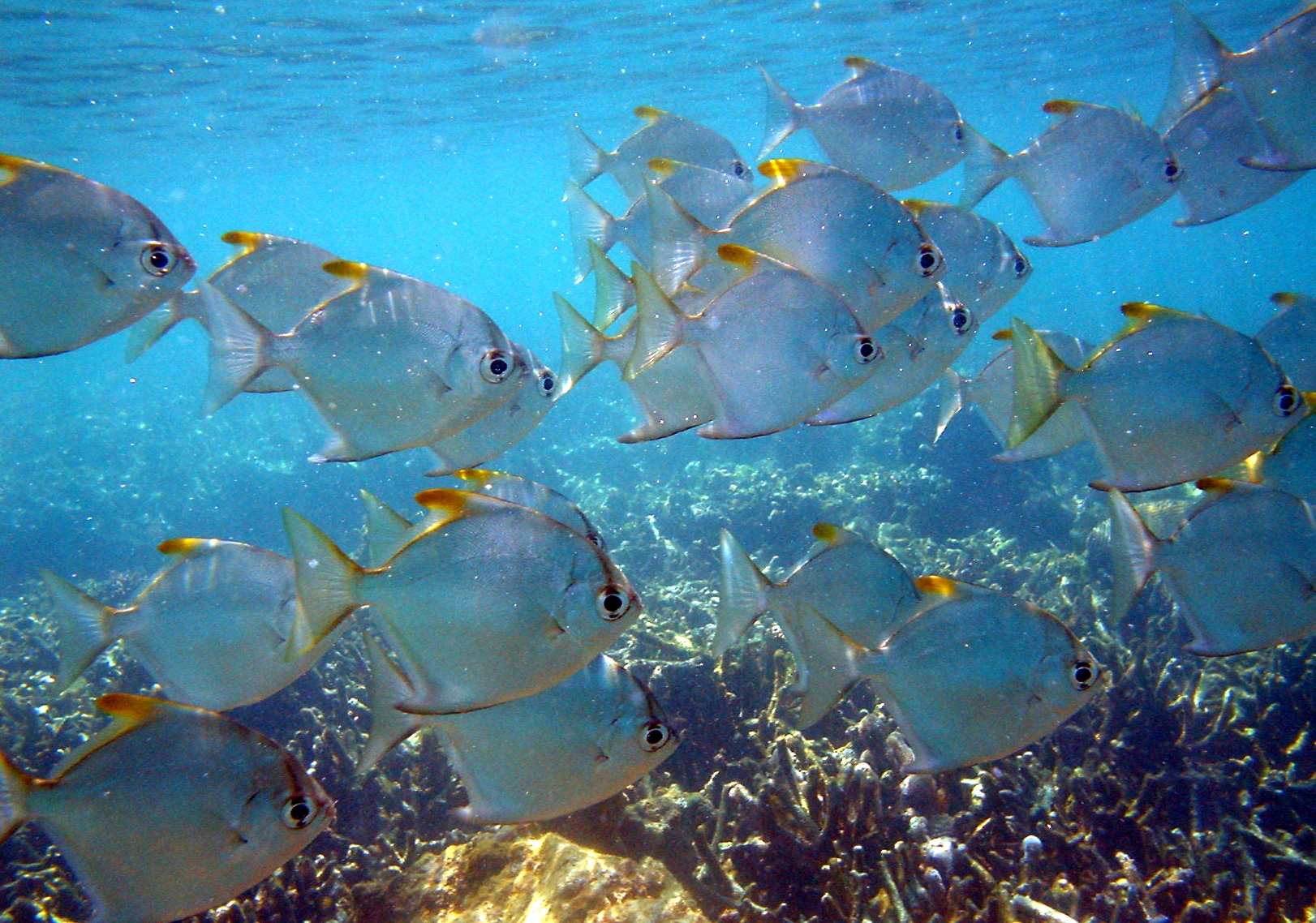
دسته ای از ماه ماهی‌های نقره ای که بر فراز مرجان‌ها در سواحل ماداگاسکار شنا می‌کنند.

این گونه در انواع مختلفی از زیستگاه‌ها از جمله اقیانوس‌های باز، آب‌های شور و زیستگاه آب شیرین رودخانه‌ها وجود دارد. در استرالیا می‌توان آن را در بنادر و خورهای اطراف اسکله‌ها یافت. توانایی آن برای زنده ماندن در طیف گسترده‌ای از میزان شوری‌ها، آنها را به یک ارگانیسم نمونه در مطالعه تحمل به شوری تبدیل می‌کند. ماهی‌های جوان به ویژه نسبت به تغییرات شوری آب دارای تحمل بیشتری هستند و به راحتی هموستاز را در محیط‌های متغیر مانند مصب رودخانه‌ها حفظ می‌کنند.
اگرچه ماه ماهی نقره ای رفتارهای قلمرو طلبی از خودنشان می‌دهد، اما این ماهی را می‌توان براحتی در آکواریوم‌های آب شور نگهداری کرد و تقریباً پرورش آن در اسارت آسان است. می‌توان ماه ماهی نقره ای را بصورت انفرادی یا گله ای نگهداری کرد. این گونه پوده خوار و پلانکتون خوار است.
انگل مخاط زبان با نام (Kudoa monodactyli) برای اولین بار در این ماهی مشاهده و توصیف شد و به نام این ماهی نامگذاری شد.